# Colorado (folyó)
A Colorado (ejtsd: kolorádó, angolul Colorado River, mojave nyelven Aha Kwahwat) jelentős folyó az Amerikai Egyesült Államok délnyugati és Mexikó északnyugati részén.

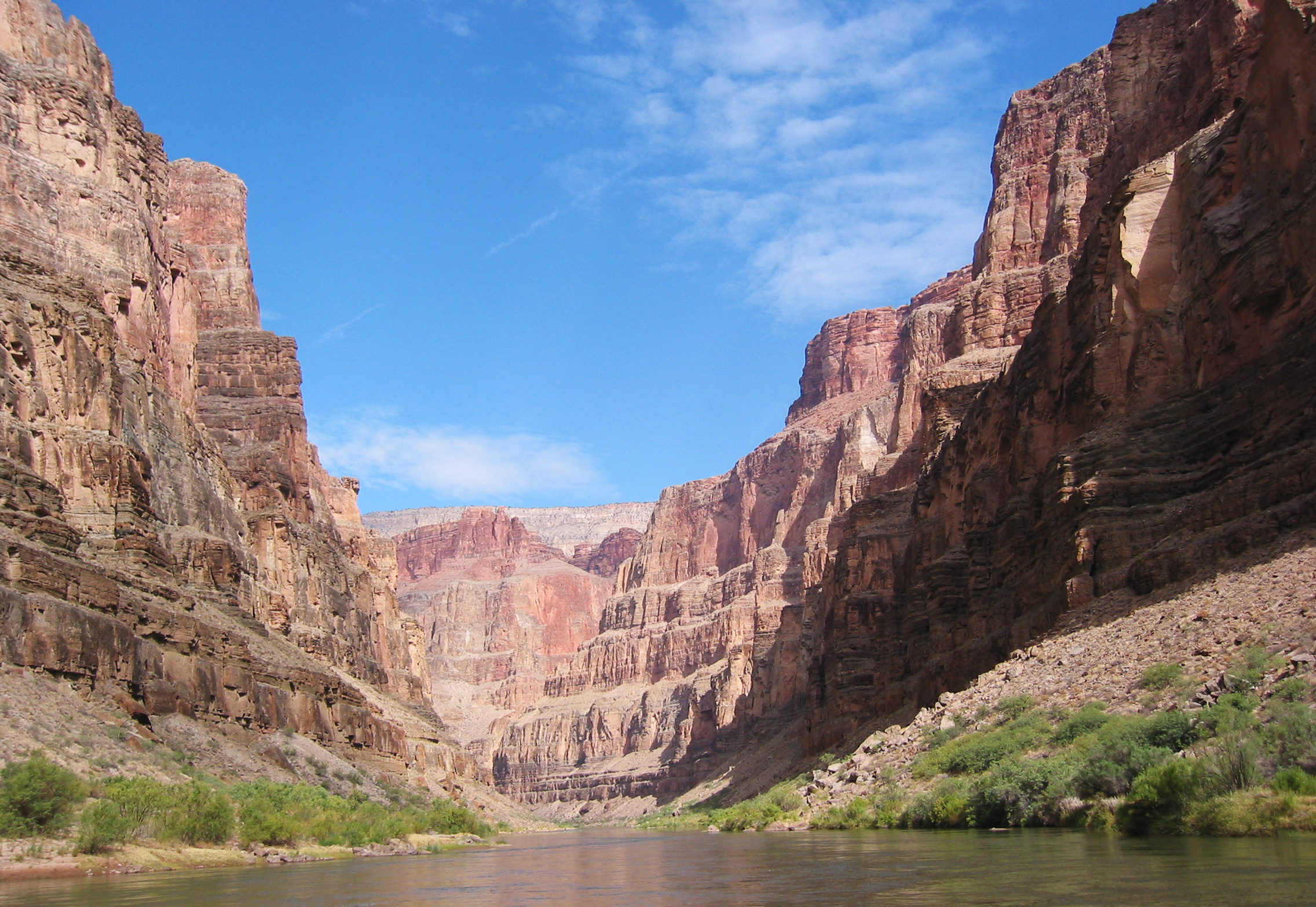
Folyásirányú kép a Coloradóról a Grand Canyon Márvány-kanyon szakaszán, a 174-es folyómérföldnél

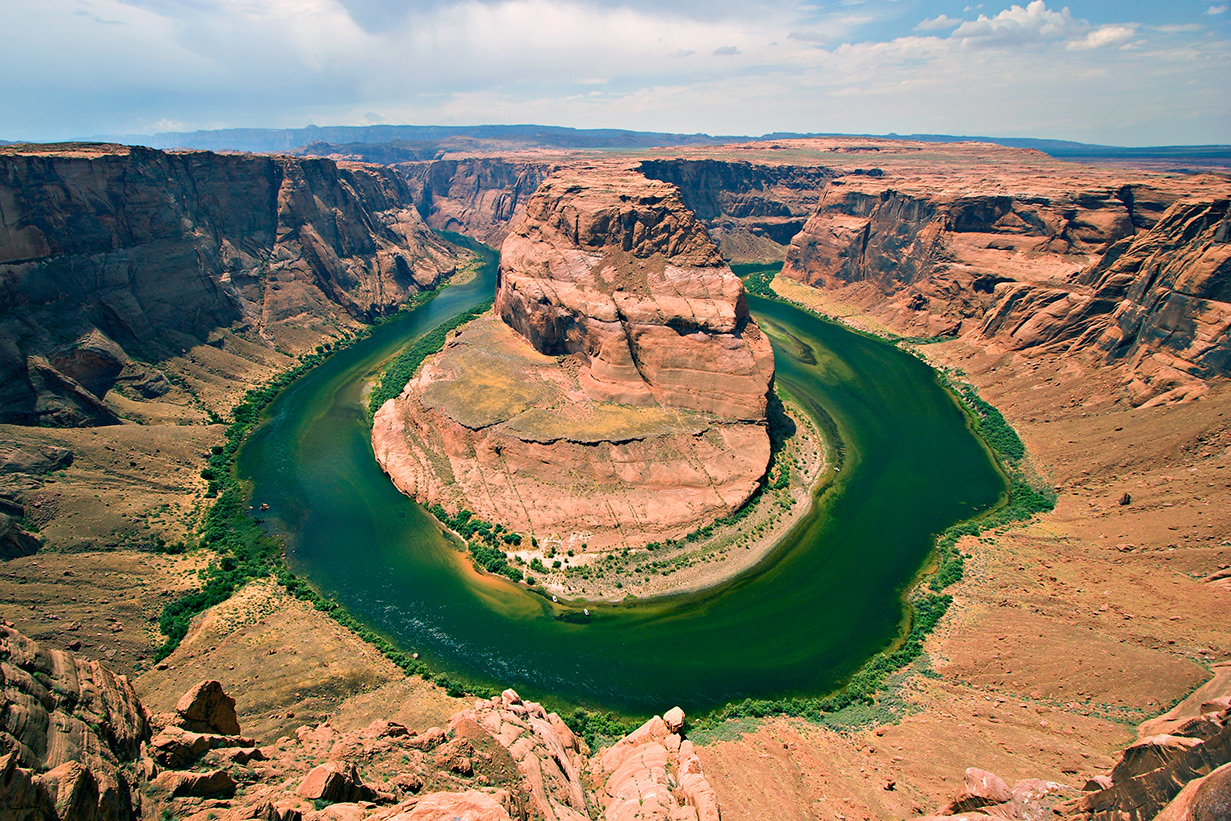
A Patkó-kanyarulat Arizonában

Az Egyesült Államokban, a Sziklás-hegység Nemzeti Parkban (Rocky Mountain National Park, Colorado) található La Poudre hágó-tóból ered és a Kaliforniai-öbölbe ömlik. Hossza 2330 kilométer.

## Jellemzői
A Colorado gyűjti a Sziklás-hegység nyugati lejtőin elterülő száraz területek egy részének vizeit. Teljes vízgyűjtő területe 629 100 km². 
A folyón létesült a Glen Canyon gátnál a Powell-tó és a Hoover-gátnál a Mead-tó, utóbbi az USA legnagyobb mesterséges tava.
A kaliforniai Császári-völgyben a Colorado vizéből erőteljes öntözés folyik, ami úgy kiszárítja a Mexikóba hatoló alsó folyószakaszt, hogy a Colorado vize nem mindig éri el a tengert. Torkolata deltatorkolat.
Vízhozama csapadéktól függően erősen ingadozó: aszály idején 113 m³/s, nagy áradások idején 28,000 m³/s is lehet. A 2000 m³/s-ot meghaladó áradások azonban ritkák, mióta a folyó alsó szakaszán nagy vízerőműveket építettek. Az átlagos vízhozam a gátak előtt 620 m³/s.